# Джон Ловітц
Джон Майкл Ловітц (англ. Jon Lovitz; нар. 21 липня 1957) — американський комік, актор, актор озвучування, і співак. Він найбільш відомий завдяки своїй грі на шоу Saturday Night Live з 1985 по 1990 рік. Він також грав роль Джея Шермана в анімаційному шоу «The Critic» та з'явився в численних телесеріалах і фільмах, серед яких «Відважний маленький тостер», «Щурячі перегони», «Їх власна ліга», «Великий», «Моя мачуха — іншопланетянка», «Співак на весіллі».

## Життєпис
Джон Майкл Ловітц народився 21 липня 1957 року в Тарзана, Лос-Анджелес, Каліфорнія в сім'ї єврейських емігрантів зі Східної Європи. Його батько був доктором.

## Фільмографія

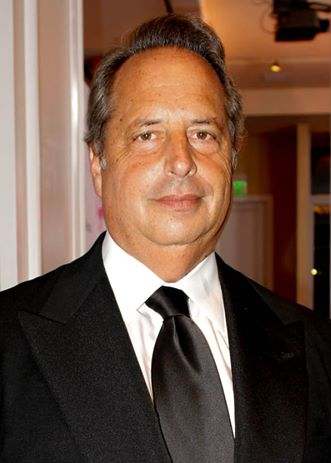
Джон Ловітц (2014)

| Рік  | Назва                                   | Оригінальна назва                             | Роль                                           | Примітки      |
| ---- | --------------------------------------- | --------------------------------------------- | ---------------------------------------------- | ------------- |
| 1986 |                                         | Hamburger: The Motion Picture                 | охоронець                                      |               |
| 1986 | Останній курорт                         | Last Resort                                   | Бартендер                                      |               |
| 1986 | Джек-стрибунець                         | Jumpin' Jack Flash                            | Даг                                            |               |
| 1986 | Троє амігос                             | Three Amigos!                                 | Морті                                          |               |
| 1987 | Відважний маленький тостер              | The Brave Little Toaster                      | Радіо Рейді                                    | (озвучування) |
| 1988 | Великий                                 | Big                                           | Скотті Брено                                   |               |
| 1988 | Моя мачуха — іншопланетянка             | My Stepmother Is an Alien                     | Рон Міллс                                      |               |
| 1990 | Містер Доля                             | Mr. Destiny                                   | Кліп Мецлер                                    |               |
| 1991 | Американська казка: Фейвел їде на Захід | An American Tail: Fievel Goes West            | Чула                                           | (озвучування) |
| 1992 | Їх власна ліга                          | A League of Their Own                         | Ерні Кападіно                                  |               |
| 1992 |                                         | Mom and Dad Save the World                    | Тод Спенго                                     |               |
| 1992 |                                         | The Buzz                                      | невідомий                                      |               |
| 1993 | Заряджена зброя 1                       | Loaded Weapon 1                               | Бекер                                          |               |
| 1993 | Яйцеголові                              | Coneheads                                     | доктор Рудольф                                 |               |
| 1994 |                                         | City Slickers II: The Legend of Curly's Gold  | Глен Роббінс                                   |               |
| 1994 | Норт                                    | North                                         | Артур Белт                                     |               |
| 1994 | Упіймані в раю                          | Trapped in Paradise                           | Дейв Фірпо                                     |               |
| 1996 |                                         | The Great White Hype                          | Сол                                            |               |
| 1996 | Матильда                                | Matilda                                       | Міккі, ведучий шоу «The Million Dollar Sticky» |               |
| 1996 |                                         | High School High                              | Річард Кларк                                   |               |
| 1998 | Співак на весіллі                       | The Wedding Singer                            | Джиммі Мур                                     |               |
| 1998 |                                         | Happiness                                     | Енді Кортблюс                                  |               |
| 1999 |                                         | Lost & Found                                  | Дядько Гаррі                                   |               |
| 2000 |                                         | Small Time Crooks                             | Бенні                                          |               |
| 2000 | Ніккі-диявол молодший                   | Little Nicky                                  | Піпер                                          |               |
| 2000 |                                         | Sand                                          | Кірбі                                          |               |
| 2001 | 3000 миль до Грейсленда                 | 3000 Miles to Graceland                       | Джей Петерсон                                  |               |
| 2001 | Коти проти собак                        | Cats & Dogs                                   | Каліко                                         | (озвучування) |
| 2001 | Щурячі перегони                         | Rat Race                                      | Ренді Пір                                      |               |
| 2001 | Спитайте Сінді                          | Good Advice                                   | Баррі Шерман                                   |               |
| 2002 |                                         | Eight Crazy Nights                            | Том Блейзер                                    | (озвучування) |
| 2003 |                                         | Dickie Roberts: Former Child Star             | Сідні Вернік                                   |               |
| 2004 | Степфордські дружини                    | The Stepford Wives                            | Дейв Марковіц                                  |               |
| 2005 |                                         | Bailey's Billion$                             | Бейлі                                          | (озвучування) |
| 2005 |                                         | The Producers                                 | містер Маркс                                   |               |
| 2006 | Запасні гравці                          | The Benchwarmers                              | Мел                                            |               |
| 2006 |                                         | Southland Tales                               | Барт Букмен                                    |               |
| 2007 | Фарс пінгвінів                          | Farce of the Penguins                         | пінгвін «Мої очі тут»                          |               |
| 2007 | Я ніколи не буду твоєю                  | I Could Never Be Your Woman                   | Натан Менсфорт                                 |               |
| 2010 | Казино Джек                             | Casino Jack                                   | Адам Кідан                                     |               |
| 2012 |                                         | Jewtopia                                      | Деніс Ліпсчитц                                 |               |
| 2012 | Монстри на канікулах                    | Hotel Transylvania                            | Квазімодо                                      | (озвучування) |
| 2012 |                                         | A Mouse Tale                                  | Король                                         | (озвучування) |
| 2013 |                                         | Jungle Master                                 | Мулла                                          | (озвучування) |
| 2013 |                                         | Jay & Silent Bob's Super Groovy Cartoon Movie | Божевільний вчений                             |               |
| 2013 |                                         | Bula Quo!                                     | Вілсон                                         |               |
| 2013 | Однокласники 2                          | Grown Ups 2                                   | двірник                                        |               |
| 2014 |                                         | Birds of Paradise                             | Скітер                                         | (озвучування) |
| 2015 | Монстри на канікулах 2                  | Hotel Transylvania 2                          | Привид опери                                   | (озвучування) |
| 2015 | Безглузда шістка                        | The Ridiculous 6                              | Єзекіль Грант                                  |               |
| 2016 | Нестерпні леді                          | Mother's Day                                  | Веллі Берн                                     |               |
| 2017 |                                         | Sandy Wexler                                  |                                                | (епізод)      |
| 2017 |                                         | Killing Hasselhoff                            | Баррі                                          |               |